# Риба голіаф
Риба голіаф або тигрова риба голіфат (Hydrocynus goliath) — вид променоперих риб-хижаків родини африканських тетр, які проживають у водах Африки: Ніл, Конго, Оммо. Найнебезпечніша прісноводна риба в світі. Вперше була виявлена в 1861 році. На сьогодні екстримальна риболовля на цю рибу є досить популярною. Риба отримала таку назву в честь великого воїна Голіафа. Його зріст сягав 2 метрів.

## Опис
Все тіло риби голіаф вкрите лускою сріблястого кольору. Плавники яскравого червоно-оранжевого відтінку. Довжина становить близько 2 метрів. Вага близько 50 кг. Тривалість життя 11-16 років. Завдяки 32 гострим зубам легко розриває жертву на шматки. Має відмінний слух. Через смуги, які розташовані на спині риби, її ще називають «тигровою». За розміром самці більші за самок.
Самка відкладує багато ікри в дощовий період на мілководді.
Зазвичай риби плавають зграями. Їжа для риби голіаф це дрібні тварини та підводні рослини, може напасти навіть на крокодила чи людину.